# Офис Белого дома
Офис Белого дома (англ. White House Office) — структурное подразделение Исполнительного офиса Президента США, возглавляемое начальником аппарата Белого дома, который также по должности возглавляет Исполнительный офис Президента США.
Персонал Офиса Белого дома включает в себя сотрудников Западного и Восточного крыла Белого дома, подчиняющихся непосредственно Президенту США и назначаемых им без одобрения их кандидатур Сенатом США, непосредственной целью которых является обеспечение проведения политики текущей президентской администрации.

## История
8 сентября 1939 года Президент Франклин Д. Рузвельт подписал указ, в соответствие с которым были созданы подразделения Исполнительного офиса Президента США и определены их функции и обязанности.
4 дня спустя Национальный архив опубликовал в Федеральном реестре распоряжение президента № 8248 (4 FR 3864). Согласно указу Президента, Офис Белого дома был создан в качестве одного из пяти подразделений Исполнительного офиса.
Офис Белого дома организован в соответствии с пожеланиями каждого действующего Президента, и им руководят сотрудники, выбранные и назначенные Президентом. Некоторые президентские советы, комитеты и комиссии организационно функционируют как подразделения Офиса.

## Цели и задачи
Офис Белого дома обеспечивает и поддерживает связь с Конгрессом, руководителями исполнительных органов, прессой и другими средствами массовой информации, а также с широкой общественностью; служит Президенту при выполнении множества важных задач, связанных с его непосредственным управлением; различные Помощники Президента (англ. Assistants to the President) помогают Президенту в тех вопросах, которые находятся в его ведении.

## Структура
Офис Белого дома под управлением Дональда Дж. Трампа по состоянию на 22 февраля 2025 года выглядит следующим образом.

### Аппарат Белого дома
- Помощник президента США и глава аппарата Белого дома: Сьюзи Уайлс[5]
- Помощник президента и заместитель главы аппарата Белого дома: Дэн Скавино[6]
- Советник президента и заместитель главы аппарата Белого дома по политике и внутренней безопасности: Стивен Миллер[6]
  - Заместитель помощника президента и старший политический стратег: Мэй Мэйлман[7][8]
  - Специальный помощник президента и старший советник по политике национальной безопасности: Кара Фредерик[7]
  - Специальный помощник президента и старший советник по политике по экономическим вопросам: Эмили Андервуд[7]
  - Специальный помощник президента и старший советник по политике по внутренней политике: Кларк Милнер[7][9]
- Помощник президента и заместитель главы аппарата Белого дома по законодательным, политическим и общественным вопросам: Джеймс Блэр[6]
- Помощник президента и заместитель главы аппарата Белого дома по коммуникациям, кадрам и связям с общественностью и секретарь кабинета министров: Тейлор Будович[6][10]
- Помощник президента и заместитель главы аппарата Белого дома по стратегической реализации: Николас Ф. Луна[11]
- Помощник президента и заместитель главы аппарата Белого дома по операциям: Уильям «Бо» Харрисон[11]

### Старшие советники президента
- Царь границы: Томас Дуглас Хоман[12]
- Царь энергии (глава энергетического департамента и председатель энергетического совета Белого дома.): Дуг Бёргам[13]
- ИИ и крипто царь (сопредседатель Совета консультантов президента США по науке и технологиям): Дэвид Сакс[14]
- Помощник и советник президента: Алина Хабба[15]
- Помощник и старший советник президента: Стэнли Вудворд-мл.[11]
- Помощник и старший советник президента по торговле и производству: Питер Наварро[16]
- Старший советник президента по арабским и ближневосточным делам: Массад Булос[17]
- Старший советник президента: Илон Маск[18]
- Специальный посланник США по вопросам Украины и России: Кит Келлог[19]
- Помощник президента по вопросам политики: Роберт Гэбриэл-мл.[11]
- Специальный помощник президента и советник по коммуникациям: Марго Мартин[20]

### Совет по внутренней политике США
- Помощник президента по внутренней политике и директор Совета по внутренней политике: Винс Хейли[21]
- Заместитель помощника президента по внутренней политике: Heidi Overton[22]
- Заместитель помощника президента по внутренней политике: Sam Adolphsen[22]
  - Специальный помощник президента по внутренней политике в области здравоохранения: Тео Меркель[22]
  - Специальный помощник президента по внутренней политике в области закона и порядка, дел ветеранов, бездомности и жилья: Скотт Ченторино[22]
  - Специальный помощник президента по внутренней политике: Уэллс Кинг[22]
  - Специальный помощник президента по внутренней политике:  Джеймс Шерк[22]
  - Специальный помощник президента по внутренней политике в области образования: Эрик Бледсо[22]
  - Специальный помощник президента по внутренней политике: Энтони Р. Долан[22]
- Управление национальной политики в отношении СПИДа[англ.]: Вакантно
- Управление социальных инноваций и гражданского участия[англ.]: Вакантно
- Управление внутренней климатической политики[англ.]: Вакантно

#### Управление по делам веры
- Заместитель помощника президента и директор управления по вопросам веры: Дженнифер С. Корн[23]
  - Специальный помощник президента и заместитель директора управления по вопросам веры: Джексон Лейн[23]
  - Старший советник: Пола Уайт-Кейн[23]

### Национальный экономический совет
- Помощник президента по экономической политике и директор Национального экономического совета: Кевин Хассетт[24]
- Заместитель помощника президента по экономической политике и заместитель директора Национального экономического совета: Робин Колвелл[25]
- Заместитель помощника президента по экономической политике и заместитель директора Национального экономического совета по международной экономике: Нельс Нордквист[25]
  - Специальный помощник президента по международным экономическим связям: Эмори Кокс[25]
- Заместитель помощника президента по экономической политике и заместитель директора Национального экономического совета: Пейдж Уилли[25]

  - Специальный помощник президента по экономической политике в области технологий, телекоммуникаций и кибербезопасности: Райан Бааш[25]
  - Специальный помощник президента по экономической политике в сфере торговли, иммиграции и труда: Кейл Клингенпил[25]
  - Специальный помощник президента по налоговой политике: Эндрю Лайон[25]
  - Специальный помощник президента по экономической политике, финансовому регулированию и банковской деятельности: Джефф Врасс[25]
  - Специальный помощник президента по экономической политике в сфере здравоохранения и дерегулирования: Джоэл Зинберг[25]

### Управление по делам кабинета министров
- Помощник президента и заместитель главы аппарата Белого дома по коммуникациям, кадрам и связям с общественностью, секретарь кабинета министров: Тейлор Будович[10]
- Специальный помощник президента и директор по делам кабинета министров: Ли Бардон[10]
  - Заместитель директора по политике: Томас Брэдбери[10]
  - Заместитель директора по связям с общественностью: Кэми Коннор[10]

### Управление по коммуникациям
- Помощник президента и директор по коммуникациям Белого дома: Стивен Чунг[26][10]
- Заместитель помощника президента и первый заместитель директора по коммуникациям: Алекс Пфайффер[10]
- Заместитель помощника президента и заместитель директора по коммуникациям: Кэлан Дорр[10]
- Специальный помощник президента и директор военной комнаты: Ян Келли[10]
- Специальный помощник президента и помощник директора по коммуникациям по специальным проектам: Дилан Джонсон[10]
- Специальный помощник президента и директор по связям со СМИ: Сонни Джой Нельсон[10]
- Директор Белого дома по исследованиям: Дэн Бойл[10]
- Директор по коммуникациям кабинета министров: Джоанна Персинг[10]
- Директор по коммуникациям Конгресса: Чарисса Пэрент[10]
- Директор по политическим коммуникациям: Джеки Коткевич[10]
- Директор по быстрому реагированию: Джек Шнайдер[10]

### Управление пресс-секретаря
- Помощник президента и пресс-секретарь: Кэролайн Ливитт[27]
- Специальный помощник президента и первый заместитель пресс-секретаря: Харрисон Филдс[10]
- Заместитель пресс-секретаря: Анна Келли[10]
- Заместитель пресс-секретаря: Куш Десаи[10]

### Управление спичрайтера
- Главный спичрайтер: Росс Уортингтон[28]

### Управление цифровой стратегии
- Помощник президента и директор по цифровой стратегии: вакантно
  - Заместитель помощника президента и заместитель директора по цифровой стратегии: вакантно
  - Заместитель помощника президента и старший советник по цифровой стратегии: вакантно
  - Директор по цифровому взаимодействию: вакантно

### Офис первой леди
- Руководитель аппарата первой леди: Хейли Харрисон[29]
- Помощник президента и старший советник первой леди: вакантно
- Заместитель помощника президента и директор по политике и проектам первой леди: вакантно
  - Специальный помощник президента и директор по стратегическому планированию и старший советник по политике первой леди: вакантно
  - Специальный помощник президента и пресс-секретарь первой леди: вакантно
  - Специальный помощник президента и старший спичрайтер первой леди: вакантно
- Заместитель помощника президента и секретарь Белого дома по социальным вопросам: вакантно
  - Заместитель секретаря по социальным вопросам: вакантно
- Специальный помощник президента и директор по объединению сил: вакантно

### Управление по межправительственным вопросам
- Заместитель помощника президента и директор Управления: Алекс Мейер[30]
- Специальный помощник президента и заместитель директора Управления по правительствам штатов: Джаред Борг[30]
- Специальный помощник президента и заместитель директора Управления по местным и племенным правительствам: Кристин Серрано Гласснер[30]
  - Заместитель директора: Коннор Рирдон[30]
  - Заместитель директора: Чейз Уилсон[30]
  - Заместитель директора: Майкл Сильвио[30]
  - Заместитель директора: Сэм Мартинес[30]
  - Заместитель заместителя директора: Хоуп Морленд[30]
  - Координатор: Финли Варугез[30]
  - Помощник по кадрам: Элизабет МакЭлиндон[30]

### Управление по законодательным вопросам
- Заместитель помощника президента и Директор Управления по законодательным вопросам: Джеймс Брейд[31][32][33]
- Заместитель помощника президента и заместитель директора Управления по законодательным вопросам и внутреннему руководству: Джей Филдс[34]
- Заместитель помощника президента и заместитель директора Управления по законодательным вопросам и глава Палаты представителей: Джефф Фриланд[34]
  - Специальный помощник президента по Палате представителей: Джордан Кокс[34]
  - Специальный помощник президента по Палате представителей: Джек Роузмонд[34]
  - Специальный помощник президента по Палата представителей: Стивен Сяо[34]
- Заместитель помощника президента и заместитель директора Управления по Сенату: Пейс Макмуллан[34]
  - Специальный помощник президента по Сенату: Эндрю (Дрю) Дзедзич[34]
  - Специальный помощник президента по Сенату: Тейлор Ладжуа[34]
  - Специальный помощник президента по Сенату: Натали Макинтайр[34]
  - Специальный помощник президента и директор по подтверждениям: Вакантно

### Управление по вопросам управления и администрации
- Помощник президента, директор Управления и директор Административного управления: Вакантно
  - Специальный помощник президента и руководитель аппарата Управления: Вакантно
- Специальный помощник президента и заместитель директора Управления : Вакантно
  - Управление кадров Белого дома
    - Специальный помощник президента и директор Управления кадров Белого дома: Вакантно
    - Специальный помощник президента и директор по вовлечённости сотрудников и развитию лидерских качеств: Вакантно
    - Специальный помощник президента и директор по финансам: Вакантно
- Специальный помощник президента и заместитель директора Управления : Вакантно
  - Офис операций Белого дома
  - Офис управления Белого дома
  - Офис посетителей Белого дома
    - Специальный помощник президента и директор Офиса посетителей Белого дома: Вакантно

  - Коммутатор Белого дома
- Специальный помощник президента и директор по технологиям: Вакантно
  - Управление технологий Белого дома

### Управления советника по национальной безопасности
- Помощник президента по вопросам национальной безопасности и Советник по национальной безопасности: Майкл Уолтц[35]
  - Специальный помощник президента и старший советник: Мика Кетчелл[36]
  - Исполнительный секретарь Совета национальной безопасности: Кэтрин Келлер[36]
- Помощник президента и главный заместитель советника по национальной безопасности: Алекс Нельсон Вонг[37]
  - Заместитель помощника президента и заместитель советника по национальной безопасности по кибербезопасности и новым технологиям: Вакантно
  - Заместитель помощника президента и заместитель советника по национальной безопасности по международной экономике: Вакантно
- Помощник президента и Заместитель руководителя аппарата Белого дома по политике и Советник по внутренней безопасности: Стивен Миллер[6]
  - Заместитель Советник по внутренней безопасности: Энтони Солсбери[38]
  - Заместитель помощника президента и старший директор по борьбе с терроризмом: Себастьян Горка[37]
- Заместитель советника по национальной безопасности по стратегическим коммуникациям: Брайан Хьюз[36]
- Заместитель помощника президента и заместитель Белого дома Советник и юридический советник Совет национальной безопасности: Вакантно
  - Специальный помощник президента и младший советник и заместитель юридического советника Совета национальной безопасности: Вакантно

### Управление по политическим вопросам
- Заместитель помощника президента и Директор Управления по политическим вопросам: Мэтт Брассо[31][32][33]
- Специальный помощник президента и заместитель директора Управления: Тревор Наглиери[39]
- Специальный помощник президента и политический директор Западного региона: Кристофер Эскобедо[39]
- Специальный помощник президента и политический директор Юго-Восточного региона: Джон Джордж[39]
- Специальный помощник президента и политический директор Среднего Запада: Маршалл Моро[39]
- Специальный помощник президента и политический директор Северо-Восточного региона: Эшли Валукевич[39]
  - Помощник по кадрам: Саманта Фельдман[39]
  - Политический координатор: Джек Махони[39]
  - Политический координатор: Трей Сенекал[39]

### Управление по работе с персоналом президента
- Помощник президента и директор по персоналу президента: Серджио Гор[26][40]
- Заместитель помощника президента и заместитель директора по кадрам президента: Трент Морс[41]
  - Специальный помощник президента: Саураб Шарма[42]
  - Специальный помощник президента: Брэнд Крюгер[43]

### Управление по связям с общественностью и межправительственным отношениям
- Заместитель помощника президента и директор Управления: Джим Гойер[44]
- Специальный помощник президента и заместитель директора Управления: Бретт Пауэлл[44]
  - Специальный помощник президента и директор по связям с бизнесом: Хейли Борден[44]
  - Директор по стратегическим инициативам: Алекс Флемистер[44]
- Заместитель помощника президента и директор по связям с меньшинствами: Линн Паттон[44]
- Совет Белого дома по делам женщин и девочек
- Управление Белого дома по городским делам

### Управление планирования и продвижения
- Помощник президента и директор по планированию и продвижению: Вакантно
  - Специальный помощник президента и руководитель аппарата Управления: Вакантно
- Специальный помощник президента и директор по планированию и продвижению: Вакантно
- Специальный помощник президента и директор по президентскому планированию: Вакантно
  - Исполнительный продюсер крупных мероприятий и публичных выступлений: Джастин Капорале[45]
  - Директор по предварительным операциям президента: Вакантно
  - Директор по предварительным пресс-релизам президента: Вакантно
- Специальный помощник президента и директор по поездкам: Вакантно
  - Директор Управления путешествий Белого дома: Вакантно
- Директор по производству президентских материалов: Вакантно
- Директор по производству президентских видеоматериалов: Вакантно